# Vazerac
Vazerac (prononcé [va.zə.ʁak] ; en occitan Vasarac) est une commune française située dans le nord du département de Tarn-et-Garonne, en région Occitanie. Sur le plan historique et culturel, la commune est dans le Quercy Blanc, correspondant à la partie méridionale du Quercy, devant son nom à ses calcaires lacustres du Tertiaire.
Exposée à un climat océanique altéré, elle est drainée par le Lemboulas, la Lupte, le Lembous, Fossé Grand de Cronzou et par divers autres petits cours d'eau.
Vazerac est une commune rurale qui compte 767 habitants en 2022, après avoir connu un pic de population de 1 672 habitants en 1841.  Elle fait partie de l'aire d'attraction de Montauban. Ses habitants sont appelés les Vazeracais ou  Vazeracaises.

## Géographie

### Localisation

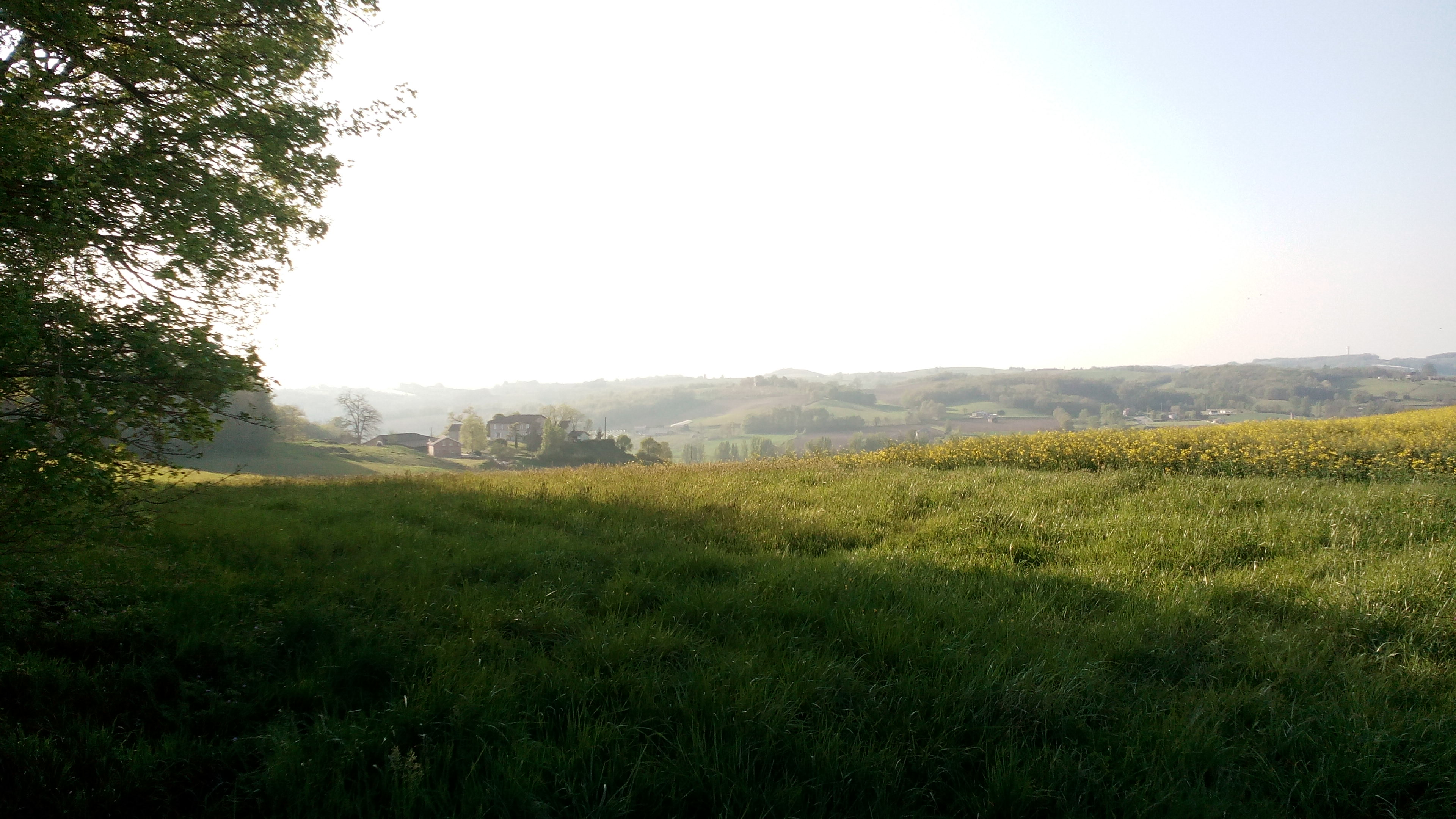
Une vue des paysages typiques du Bas-Quercy, aux alentours de Vazerac, avec la vallée de la Lupte en contrebas.

La commune de Vazerac se situe en région Occitanie, dans le nord du Tarn-et-Garonne en limite du département du Lot, dans la région naturelle du Bas-Quercy qui sépare la plaine de la Garonne des plateaux calcaires du Quercy.

### Communes limitrophes
Les communes limitrophes sont  Castelnau-Montratier, Cazes-Mondenard, Labarthe, Lafrançaise, Puycornet et Sauveterre.
|                    | Sauveterre  | Castelnau-Montratier (Lot) |
| Cazes-Mondenard    | Vazerac     | Labarthe                   |
|                    | Lafrançaise | Puycornet                  |
| Enclave : Labarthe |             |                            |

### Hydrographie

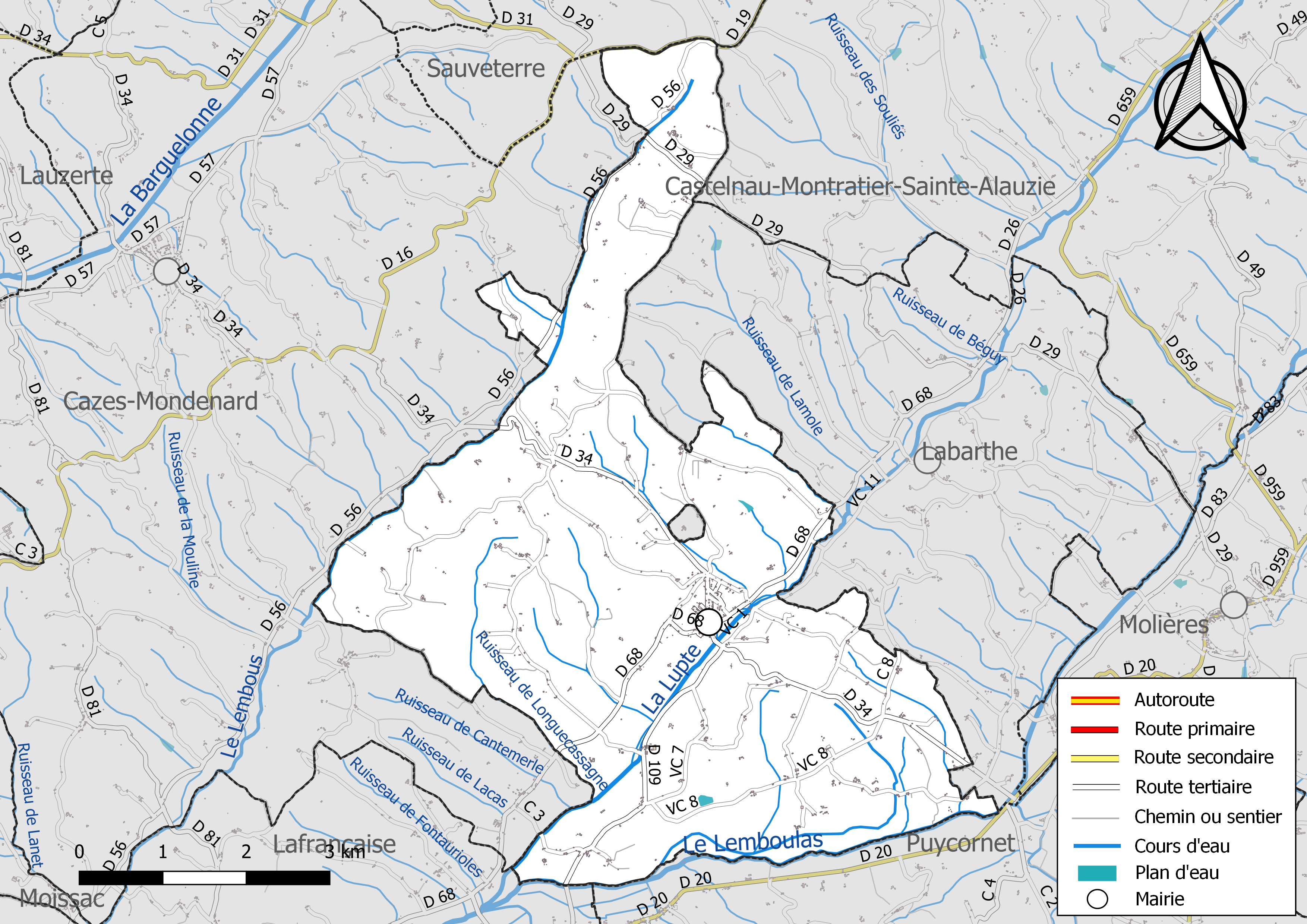
Réseaux hydrographique et routier de Vazerac.

La commune est dans le bassin versant de la Garonne, au sein du bassin hydrographique Adour-Garonne. Elle est drainée par le Lemboulas, la Lupte, le Lembous, Fossé Grand de Cronzou, un bras de la Lupte, un bras de la Lupte, le ruisseau de Cantemerle, le ruisseau de Longuecassagne et par divers petits cours d'eau, constituant un réseau hydrographique de 40 km de longueur totale,.
Le Lemboulas, d'une longueur totale de 56,7 km, prend sa source dans la commune de Lalbenque et s'écoule du nord-est au sud-ouest. Il traverse la commune et se jette dans le Tarn à Castelsarrasin, après avoir traversé 15 communes.
La Lupte, d'une longueur totale de 27,1 km, prend sa source dans la commune de Pern et s'écoule du nord-est au sud-ouest. Elle traverse la commune et se jette dans le Lemboulas à Lafrançaise, après avoir traversé 7 communes.
Le Lembous, d'une longueur totale de 16,9 km, prend sa source dans la commune et s'écoule du nord-est au sud-ouest. Il traverse la commune et se jette dans le Lemboulas à Lafrançaise, après avoir traversé 4 communes.

### Climat
Pour des articles plus généraux, voir Climat de l'Occitanie et Climat de Tarn-et-Garonne.
En 2010, le climat de la commune est de type climat du Bassin du Sud-Ouest, selon une étude du Centre national de la recherche scientifique s'appuyant sur une série de données couvrant la période 1971-2000. En 2020, Météo-France publie une typologie des climats de la France métropolitaine dans laquelle la commune est exposée à un climat océanique altéré et est dans la région climatique Aquitaine, Gascogne, caractérisée par une pluviométrie abondante au printemps, modérée en automne, un faible ensoleillement au printemps, un été chaud (19,5 °C), des vents faibles, des brouillards fréquents en automne et en hiver et des orages fréquents en été (15 à 20 jours).
Pour la période 1971-2000, la température annuelle moyenne est de 13,2 °C, avec une amplitude thermique annuelle de 15,9 °C. Le cumul annuel moyen de précipitations est de 801 mm, avec 10,6 jours de précipitations en janvier et 6 jours en juillet. Pour la période 1991-2020, la température moyenne annuelle observée sur la station météorologique de Météo-France la plus proche, « Durfort », sur la commune de Durfort-Lacapelette à 10 km à vol d'oiseau, est de 14,0 °C et le cumul annuel moyen de précipitations est de 759,5 mm. 
La température maximale relevée sur cette station est de 42 °C, atteinte le 12 août 2003 ; la température minimale est de −13 °C, atteinte le 9 février 2012,,.
Les paramètres climatiques de la commune ont été estimés pour le milieu du siècle (2041-2070) selon différents scénarios d'émission de gaz à effet de serre à partir des nouvelles projections climatiques de référence DRIAS-2020. Ils sont consultables sur un site dédié publié par Météo-France en novembre 2022.

### Milieux naturels et biodiversité
Aucun espace naturel présentant un intérêt patrimonial n'est recensé sur la commune dans l'inventaire national du patrimoine naturel,,.

## Urbanisme

### Typologie
Au 1er janvier 2024, Vazerac est catégorisée commune rurale à habitat très dispersé, selon la nouvelle grille communale de densité à sept niveaux définie par l'Insee en 2022.
Elle est située hors unité urbaine. Par ailleurs la commune fait partie de l'aire d'attraction de Montauban, dont elle est une commune de la couronne,. Cette aire, qui regroupe 50 communes, est catégorisée dans les aires de 50 000 à moins de 200 000 habitants,.

### Occupation des sols
L'occupation des sols de la commune, telle qu'elle ressort de la base de données européenne d’occupation biophysique des sols Corine Land Cover (CLC), est marquée par l'importance des territoires agricoles (90,4 % en 2018), une proportion identique à celle de 1990 (90,4 %). La répartition détaillée en 2018 est la suivante : 
zones agricoles hétérogènes (57,5 %), terres arables (29,8 %), forêts (9,6 %), prairies (3 %). L'évolution de l’occupation des sols de la commune et de ses infrastructures peut être observée sur les différentes représentations cartographiques du territoire : la carte de Cassini (XVIIIe siècle), la carte d'état-major (1820-1866) et les cartes ou photos aériennes de l'IGN pour la période actuelle (1950 à aujourd'hui).

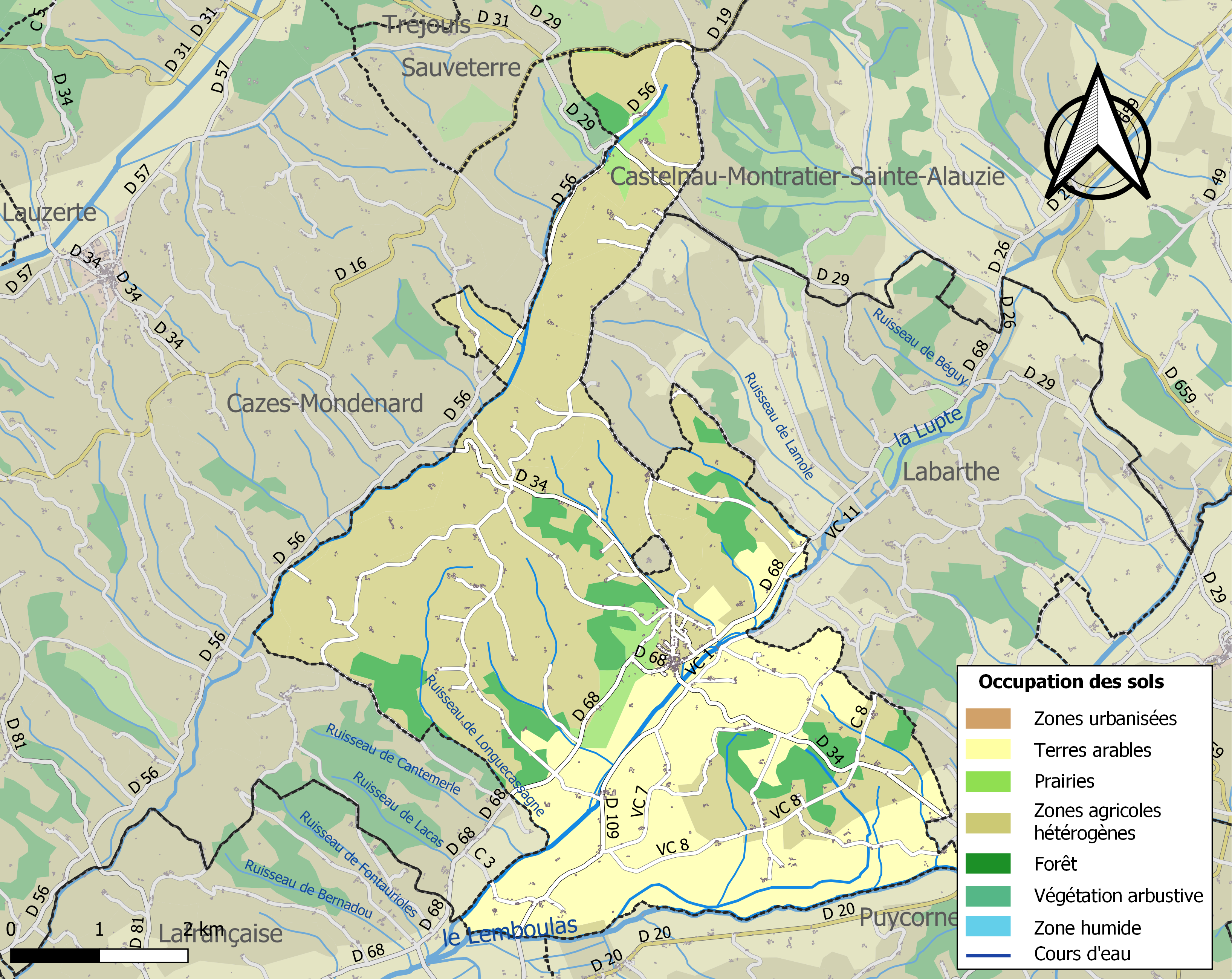
Carte des infrastructures et de l'occupation des sols de la commune en 2018 (CLC).

### Voies de communications
La commune est parcourue par trois routes départementales secondaires : la D 34 qui relie Lauzerte à la D 20 (au niveau du hameau de Saint-Arthémie) en passant par Cazes-Mondenard ; la D 68 qui part de Lunel et continue après Vazerac vers le Lot où elle devient la D 26 et rejoint après Saint-Paul-de-Loubressac, la D 820 (ancienne RN 20) ; et la D 109 qui se détache au sud du bourg vers la D 20 (qu'elle rejoint au niveau de Rouzet).

### Risques majeurs
Le territoire de la commune de Vazerac est vulnérable à différents aléas naturels : météorologiques (tempête, orage, neige, grand froid, canicule ou sécheresse), inondations, mouvements de terrains et séisme (sismicité très faible). Il est également exposé à un risque technologique,  le transport de matières dangereuses. Un site publié par le BRGM permet d'évaluer simplement et rapidement les risques d'un bien localisé soit par son adresse soit par le numéro de sa parcelle.

#### Risques naturels
Certaines parties du territoire communal sont susceptibles d’être affectées par le risque d’inondation par débordement de cours d'eau, notamment le Lemboulas, la Lupte et le Lembous. La cartographie des zones inondables en ex-Midi-Pyrénées réalisée dans le cadre du XIe Contrat de plan État-région, visant à informer les citoyens et les décideurs sur le risque d’inondation, est accessible sur le site de la DREAL Occitanie. La commune a été reconnue en état de catastrophe naturelle au titre des dommages causés par les inondations et coulées de boue survenues en 1982, 1992, 1993, 1996, 1999, 2007 et 2015,.
Vazerac est exposée au risque de feu de forêt. Le département de Tarn-et-Garonne présentant toutefois globalement un niveau d’aléa moyen à faible très localisé, aucun Plan départemental de protection des forêts contre les risques d’incendie de forêt (PFCIF) n'a été élaboré. Le débroussaillement aux abords des maisons constitue l’une des meilleures protections pour les particuliers contre le feu,.

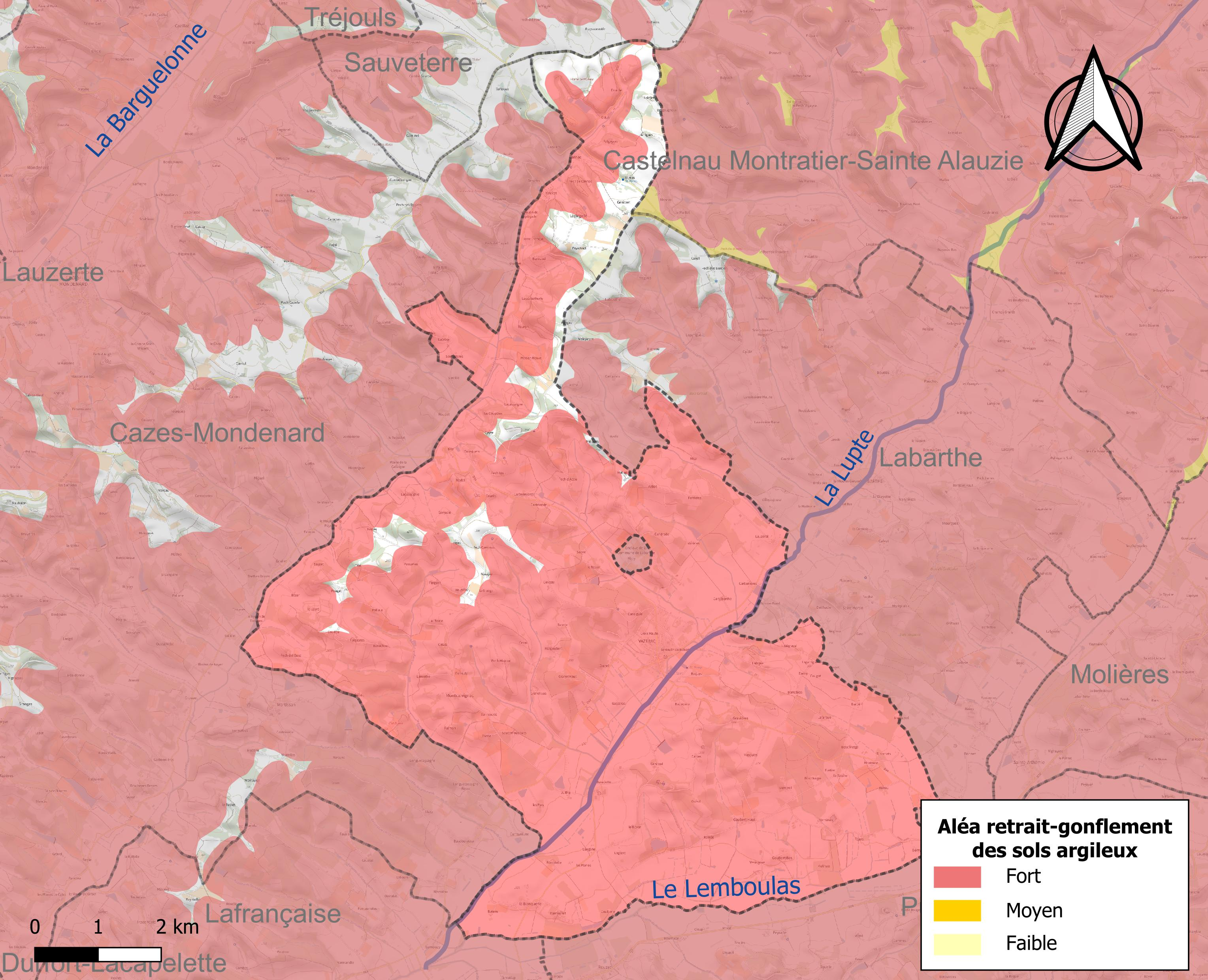
Carte des zones d'aléa retrait-gonflement des sols argileux de Vazerac.

Les mouvements de terrains susceptibles de se produire sur la commune sont des tassements différentiels.
Le retrait-gonflement des sols argileux est susceptible d'engendrer des dommages importants aux bâtiments en cas d’alternance de périodes de sécheresse et de pluie. 92,2 % de la superficie communale est en aléa moyen ou fort (92 % au niveau départemental et 48,5 % au niveau national). Sur les 378 bâtiments dénombrés sur la commune en 2019, 358 sont en aléa moyen ou fort, soit 95 %, à comparer aux 96 % au niveau départemental et 54 % au niveau national. Une cartographie de l'exposition du territoire national au retrait gonflement des sols argileux est disponible sur le site du BRGM,.
Par ailleurs, afin de mieux appréhender le risque d’affaissement de terrain, l'inventaire national des cavités souterraines permet de localiser celles situées sur la commune.
Concernant les mouvements de terrains, la commune a été reconnue en état de catastrophe naturelle au titre des dommages causés par la sécheresse en 1989, 1991, 1992, 1999, 2002, 2003, 2006, 2009, 2011 et 2017 et par des mouvements de terrain en 1999.

#### Risques technologiques
Le risque de transport de matières dangereuses sur la commune est lié à sa traversée par des infrastructures routières ou ferroviaires importantes ou la présence d'une canalisation de transport d'hydrocarbures. Un accident se produisant sur de telles infrastructures est susceptible d’avoir des effets graves sur les biens, les personnes ou l'environnement, selon la nature du matériau transporté. Des dispositions d’urbanisme peuvent être préconisées en conséquence.

## Toponymie
Le nom officiel et français de la commune est Vazerac, prononcé [va.zə.ʁak]. Ceci est une francisation du nom occitan originel Vasarac.

## Histoire
Au XIIe siècle, la cuvette où se trouve actuellement le village n'était qu'un vaste marécage alimenté par les eaux de la Lupte, les lieux étaient recouverts par une forêt impénétrable, traversée par l'ancienne voie romaine de Cahors à Moissac.
C'est au long de cette ancienne route, vers 1180, que les moines de l'ordre de Cluny édifièrent une église dédiée à saint Julien, c'était une étape de la Via Podiensis, le chemin de Saint-Jacques-de-Compostelle. Autour de cette Église naîtra un village de modestes maisons de colombages et de torchis. Après avoir enduré destructions et reconstructions au fil de l'histoire, la voici enfin, immense vaisseau de pierre blanche, avec son clocher barlong depuis le XVIIe siècle, classée monument historique, elle a été récemment rénovée ainsi que le parvis et le cœur du village.

## Politique et administration

### Administration municipale
Le nombre d'habitants au dernier recensement étant compris entre 500 et 1 499, le nombre de membres du conseil municipal est de 15.

## Démographie
Les habitants de la commune sont appelés les Vazeracais.

L'évolution du nombre d'habitants est connue à travers les recensements de la population effectués dans la commune depuis 1793. Pour les communes de moins de 10 000 habitants, une enquête de recensement portant sur toute la population est réalisée tous les cinq ans, les populations de référence des années intermédiaires étant quant à elles estimées par interpolation ou extrapolation. Pour la commune, le premier recensement exhaustif entrant dans le cadre du nouveau dispositif a été réalisé en 2004.

En 2022, la commune comptait 767 habitants, en évolution de +7,72 % par rapport à 2016 (Tarn-et-Garonne : +3,12 %, France hors Mayotte : +2,11 %).
| 1793 | 1800 | 1806  | 1821  | 1831  | 1836  | 1841  | 1846  | 1851  |
| ---- | ---- | ----- | ----- | ----- | ----- | ----- | ----- | ----- |
| 565  | 609  | 1 258 | 1 344 | 1 621 | 1 653 | 1 672 | 1 663 | 1 622 |

| 1856  | 1861  | 1866  | 1872  | 1876  | 1881  | 1886  | 1891  | 1896  |
| ----- | ----- | ----- | ----- | ----- | ----- | ----- | ----- | ----- |
| 1 601 | 1 551 | 1 547 | 1 539 | 1 535 | 1 406 | 1 347 | 1 305 | 1 281 |

| 1901  | 1906  | 1911  | 1921  | 1926  | 1931  | 1936 | 1946 | 1954 |
| ----- | ----- | ----- | ----- | ----- | ----- | ---- | ---- | ---- |
| 1 240 | 1 208 | 1 136 | 1 030 | 1 016 | 1 018 | 972  | 956  | 953  |

| 1962 | 1968 | 1975 | 1982 | 1990 | 1999 | 2004 | 2006 | 2009 |
| ---- | ---- | ---- | ---- | ---- | ---- | ---- | ---- | ---- |
| 877  | 872  | 786  | 658  | 700  | 700  | 696  | 686  | 755  |

| 2014 | 2019 | 2022 | - | - | - | - | - | - |
| ---- | ---- | ---- | - | - | - | - | - | - |
| 721  | 743  | 767  | - | - | - | - | - | - |

## Services communaux
La commune dispose d'une école maternelle et primaire en RPI avec la commune de Labarthe, d'une garderie et d'un centre culturel incluant une médiathèque.

## Économie

### Revenus
En 2018, la commune compte 302 ménages fiscaux, regroupant 690 personnes. La médiane du revenu disponible par unité de consommation est de 18 650 € (20 140 € dans le département).

### Emploi
|                | 2008  | 2013   | 2018   |
| -------------- | ----- | ------ | ------ |
| Commune        | 7,3 % | 8,5 %  | 9,1 %  |
| Département    | 8,4 % | 10,2 % | 10,3 % |
| France entière | 8,3 % | 10 %   | 10 %   |

En 2018, la population âgée de 15 à 64 ans s'élève à 402 personnes, parmi lesquelles on compte 75,7 % d'actifs (66,7 % ayant un emploi et 9,1 % de chômeurs) et 24,3 % d'inactifs,. Depuis 2008, le taux de chômage communal (au sens du recensement) des 15-64 ans est inférieur à celui de la France et du département.
La commune fait partie de la couronne de l'aire d'attraction de Montauban, du fait qu'au moins 15 % des actifs travaillent dans le pôle,. Elle compte 151 emplois en 2018, contre 169 en 2013 et 162 en 2008. Le nombre d'actifs ayant un emploi résidant dans la commune est de 271, soit un indicateur de concentration d'emploi de 55,6 % et un taux d'activité parmi les 15 ans ou plus de 50,7 %.
Sur ces 271 actifs de 15 ans ou plus ayant un emploi, 106 travaillent dans la commune, soit 39 % des habitants. Pour se rendre au travail, 73,8 % des habitants utilisent un véhicule personnel ou de fonction à quatre roues, 0,7 % les transports en commun, 7,3 % s'y rendent en deux-roues, à vélo ou à pied et 18,2 % n'ont pas besoin de transport (travail au domicile).

### Activités hors agriculture

#### Secteurs d'activités
47 établissements sont implantés  à Vazerac au 31 décembre 2019. Le tableau ci-dessous en détaille le nombre par secteur d'activité et compare les ratios avec ceux du département,.
| Secteur d'activité                                                                                        | Commune | Commune | Département |
| Secteur d'activité                                                                                        | Nombre  | %       | %           |
| --- | ------- | ------- | ----------- |
| Ensemble                                                                                                  | 47      |         |             |
| Industrie manufacturière, industries extractives et autres                                                | 8       | 17 %    | (9,6 %)     |
| Construction                                                                                              | 6       | 12,8 %  | (14,9 %)    |
| Commerce de gros et de détail, transports, hébergement et restauration                                    | 14      | 29,8 %  | (29,7 %)    |
| Information et communication                                                                              | 1       | 2,1 %   | (1,9 %)     |
| Activités immobilières                                                                                    | 4       | 8,5 %   | (3,3 %)     |
| Activités spécialisées, scientifiques et techniques et activités de services administratifs et de soutien | 1       | 2,1 %   | (14,1 %)    |
| Administration publique, enseignement, santé humaine et action sociale                                    | 8       | 17 %    | (13,6 %)    |
| Autres activités de services                                                                              | 5       | 10,6 %  | (9,3 %)     |

Le secteur du commerce de gros et de détail, des transports, de l'hébergement et de la restauration est prépondérant sur la commune puisqu'il représente 29,8 % du nombre total d'établissements de la commune (14 sur les 47 entreprises implantées  à Vazerac), contre 29,7 % au niveau départemental.

#### Entreprises et commerces
Les deux entreprises ayant leur siège social sur le territoire communal qui génèrent le plus de chiffre d'affaires en 2020 sont : 
- Gilrac, commerce d'alimentation générale (1 884 k€)
- Camping Latapie SN, terrains de camping et parcs pour caravanes ou véhicules de loisirs (14 k€)

L'agriculture est diversifiée avec l'élevage, les fromages de chèvre, les céréales, l'arboriculture et la vigne, les légumes et les fleurs, les pépinières, le chasselas de Moissac et les melons du Quercy. À l'heure du choix de productions les agriculteurs optent pour la qualité et le bon goût des produits de coteaux.
Les principaux commerces sont présents : supermarché, alimentation, café, boulangerie, coiffeur, poste, restaurant, camping. Un travail important de restauration de maisons et des édifices a été engagé pour rendre le cadre plus agréable. Le camping ombragé, les gîtes ruraux et l'école de langues répondent aux nombreuses demandes de séjour de Français et d'étrangers. Autres loisirs : tennis couvert et randonnées pédestres.

### Agriculture
La commune est dans le « Bas-Quercy de Montpezat », une petite région agricole couvrant une bande nord  du département de Tarn-et-Garonne. En 2020, l'orientation technico-économique de l'agriculture  sur la commune est la polyculture et/ou le polyélevage. 
|               | 1988  | 2000  | 2010  | 2020  |
| ------------- | ----- | ----- | ----- | ----- |
| Exploitations | 93    | 82    | 70    | 58    |
| SAU (ha)      | 2 191 | 2 393 | 2 381 | 2 201 |

Le nombre d'exploitations agricoles en activité et ayant leur siège dans la commune est passé de 93 lors du recensement agricole de 1988  à 82 en 2000 puis à 70 en 2010 et enfin à 58 en 2020, soit une baisse de 38 % en 32 ans. Le même mouvement est observé à l'échelle du département qui a perdu pendant cette période 57 % de ses exploitations,. La surface agricole utilisée sur la commune est restée relativement stable, passant de 2 191 ha en 1988 à 2 201 ha en 2020. Parallèlement la surface agricole utilisée moyenne par exploitation a augmenté, passant de 24 à 38 ha.

## Culture locale et patrimoine

### Lieux et monuments

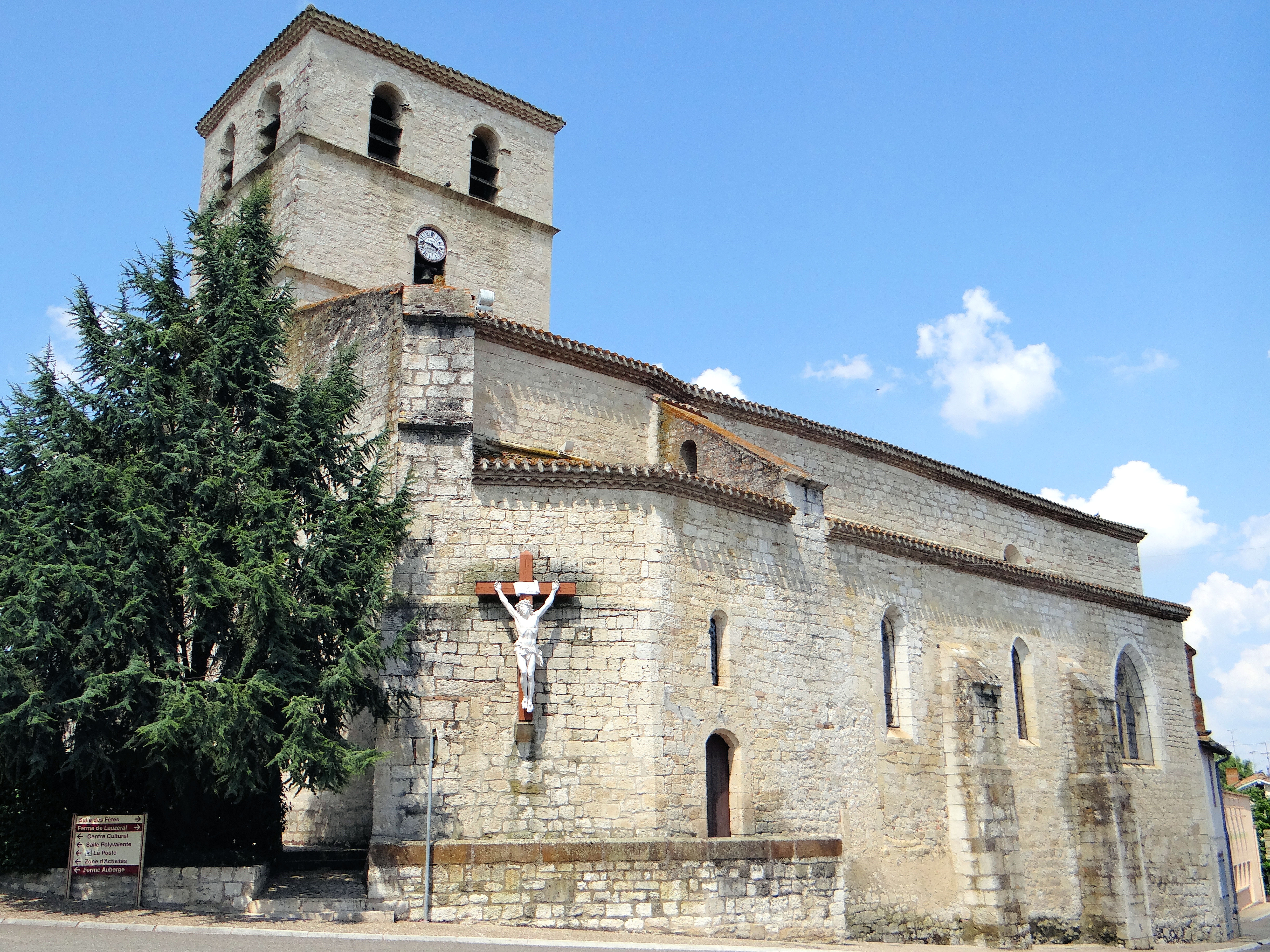
L'église Saint-Julien.

- L'église Saint-Julien. L'édifice a été inscrit au titre des monuments historiques en 1978[43].
- L'église Saint-Blaise de Moncalvignac, dédiée à saint Blaise[44] et située sur les coteaux au sud du bourg.
- Le Château de Blauzac, qui est une maison forte des XIVe siècle-XVe siècle, juchée à 174 m d'altitude sur un ancien oppidum romain dominant la rive gauche de la Lupte. Au cours de son histoire, il a subi des modifications caractéristiques qui lui donnent un air de château anglais.
- Canhac-en-Quercy.

### Personnalités liées à la commune
- Antonin Perbosc (1861-1944), poète français et occitan, a grandi à Vazerac et Labarthe
- Georges Treffel (1873-1914), né à Vazerac. Son nom est inscrit au Panthéon parmi les 560 écrivains morts au champ d'honneur pendant la Première Guerre mondiale.
- Alexandre Ansaldi (1908-2000) a vécu à Vazerac[45]

### Galerie

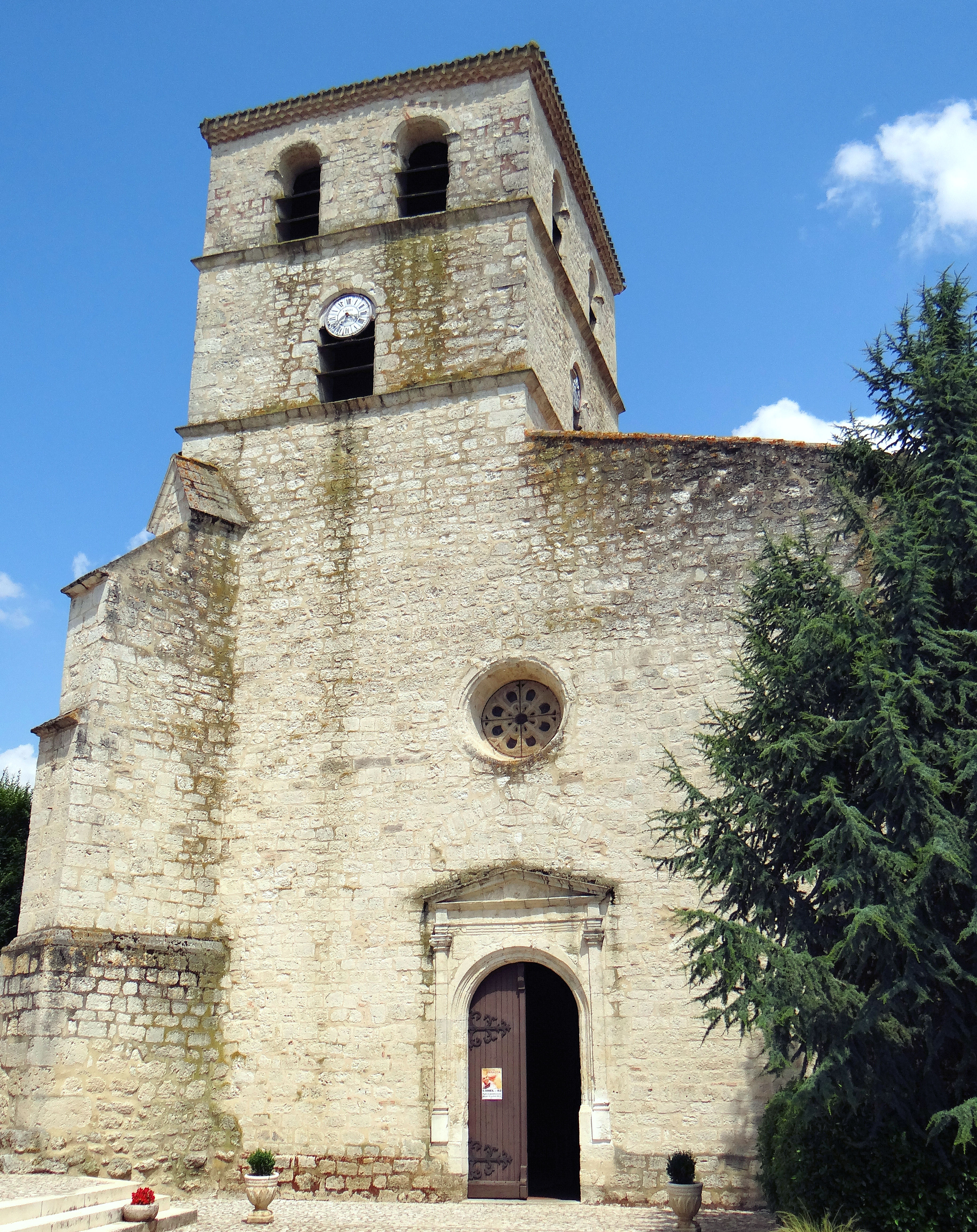
L'église Saint-Julien.
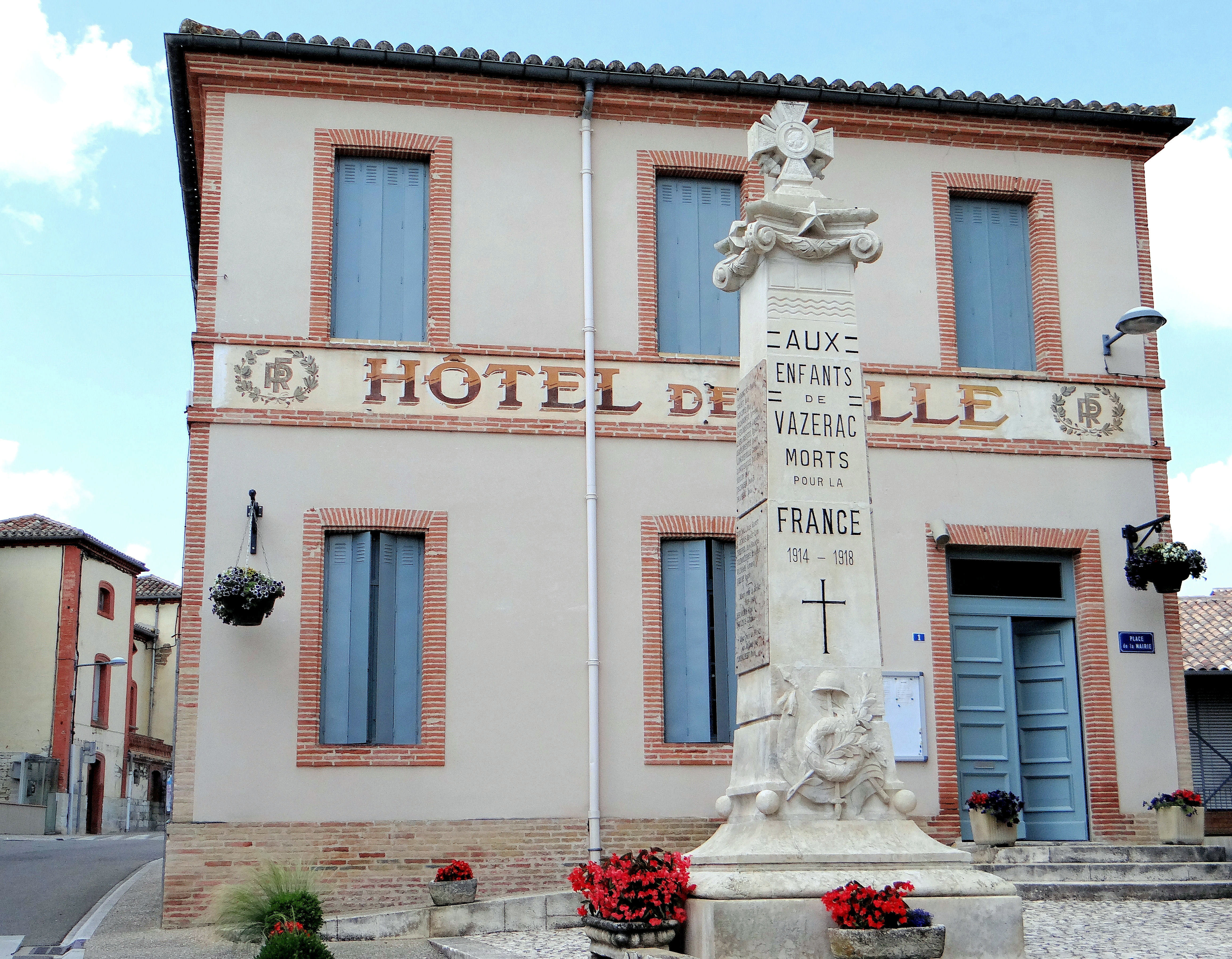
Hôtel de ville et monument aux morts sur la place de l'Église.
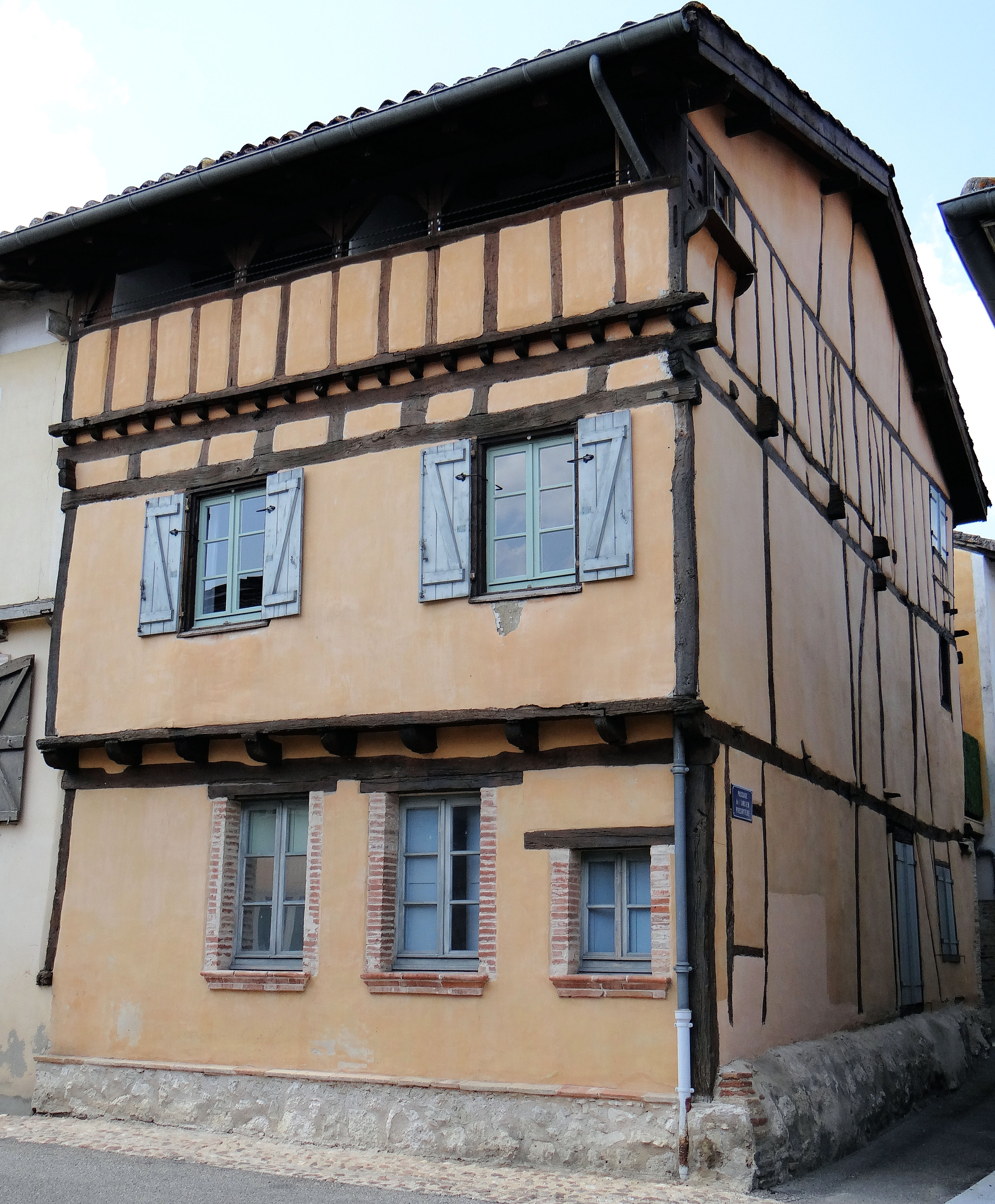
Une maison à colombages dans le bourg.

## Pour approfondir